# Sawa Lika
Sawa Lika (alb. Vojsava Lika, gr. Σάββα Λίκα; ur. 27 czerwca 1970 w Korczy) – albańska lekkoatletka specjalizująca się w rzucie oszczepem, która obecnie reprezentuje Grecję.
Trzykrotna uczestniczka igrzysk olimpijskich - Ateny 2004 (9. miejsce), Pekin 2008 oraz Londyn 2012 (podczas obu nie awansowała do finału). Trzykrotna uczestniczka mistrzostw świata. Złota medalistka igrzysk śródziemnomorskich (2009). Wielokrotna mistrzyni Grecji oraz reprezentantka kraju m.in. w pucharze Europy.
Rekord życiowy: 63,13 (31 sierpnia 2007, Osaka).

## Osiągnięcia
| Rok  | Impreza                                 | Miejsce       | Lokata            | Wynik |
| ---- | --------------------------------------- | ------------- | ----------------- | ----- |
| 2004 | Igrzyska olimpijskie                    | Ateny         | 9. miejsce        | 60,91 |
| 2005 | Mistrzostwa świata                      | Helsinki      | el. - 22. miejsce | 55,03 |
| 2006 | Zimowy puchar Europy                    | Tel Awiw-Jafa | 7. miejsce        | 56,11 |
| 2006 | I liga pucharu Europy                   | Saloniki      | 1. miejsce        | 60,28 |
| 2006 | Mistrzostwa Europy                      | Göteborg      | el. - 8. miejsce  | 56,81 |
| 2006 | Puchar świata                           | Ateny         | 6. miejsce        | 58,36 |
| 2007 | Mistrzostwa świata                      | Osaka         | 5. miejsce        | 63,13 |
| 2008 | Igrzyska olimpijskie                    | Pekin         | el. - 15. miejsce | 59,11 |
| 2009 | Superliga drużynowych mistrzostw Europy | Leiria        | 5. miejsce        | 58,56 |
| 2009 | Igrzyska śródziemnomorskie              | Pescara       | 1. miejsce        | 60,97 |
| 2009 | Mistrzostwa świata                      | Berlin        | 8. miejsce        | 60,29 |
| 2011 | I liga drużynowych mistrzostw Europy    | Izmir         | 3. miejsce        | 57,02 |
| 2011 | Mistrzostwa krajów bałkańskich          | Sliwen        | 1. miejsce        | 57,63 |
| 2012 | Mistrzostwa Europy                      | Helsinki      | 9. miejsce        | 56,25 |
| 2012 | Igrzyska olimpijskie                    | Londyn        | el. - 27. miejsce | 57,06 |